# Rob Linde
Pour les articles homonymes, voir Linde.
Pas d'image ? Cliquez ici

a Compétitions nationales et continentales officielles uniquement.

Dernière mise à jour le 17 juillet 2020.
Robin (Rob) Linde, né le 5 juillet 1978 à Johannesbourg (Afrique du Sud), est un joueur sud-africain de rugby à XV qui évoluait au poste de deuxième ligne notamment au sein de l'effectif de l'Aviron bayonnais de 2006 à 2013 (2,05 m pour 110 kg).

## Biographie

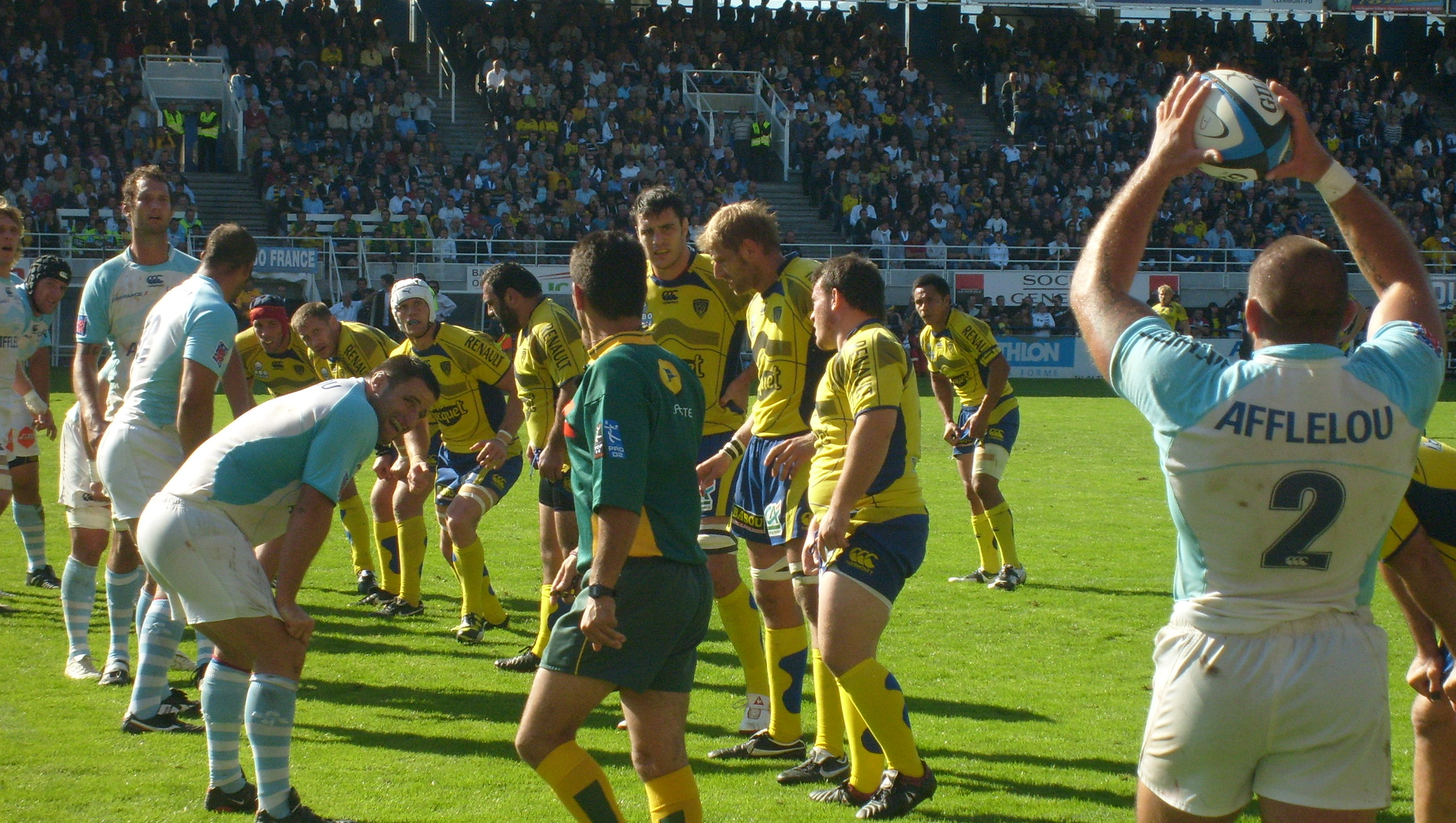
Rob Linde, au sein de l'alignement bayonnais, lors d'une confrontation Aviron bayonnais - ASM Clermont.

Joueur de devoir, réputé pour son goût du combat et bon preneur de balles en touche, il a joué pour trois équipes de la Currie Cup et a découvert le Super 14 en 2003 avec les Stormers.
Il a signé pour l’Aviron bayonnais en septembre 2006.
En mars 2007, il est sélectionné avec les Barbarians français pour jouer un match contre l'Argentine à Biarritz. Les Baa-Baas s'inclinent 28 à 14.
En novembre 2010, il est de nouveau invité avec les Barbarians français pour jouer un match contre les Tonga au Stade des Alpes à Grenoble. Ce match est aussi le jubilé de Jean-Baptiste Elissalde. Les Baa-Baas s'inclinent 27 à 28.
Il prolonge son contrat de un an en 2012 avec Bayonne. Il est titularisé a 10 reprises sur quatorze dans la saison 2011-2012 et reste à Bayonne jusqu'à la fin du championnat 2012-2013.
Alors qu'il est en fin de carrière, il choisit de tenter un dernier challenge et signe en 2013 au club de rugby de l'Anglet ORC dans le championnat amateur de Fédérale 2.
Lors de la saison 2014-2015, il revient à l'Aviron bayonnais pour intégrer le staff en tant qu'adjoint responsable de la touche.
Il est aujourd'hui propriétaire de deux bars à Bayonne, achetés en 2012 et 2013, et il entraîne l'équipe jeune des bélascains d'Anglet.

## Carrière
- 1998-2001 : Natal Sharks  Afrique du Sud
- 2002 : Border Bulldogs  Afrique du Sud
- 2003-2006 : Stormers - Western Province  Afrique du Sud
- 2006-2013 : Aviron bayonnais  France
- 2013-2014 : Anglet ORC  France